# Sd.Kfz. 265 Panzerbefehlswagen
Il Sd.Kfz. 265 kleine Panzerbefehlswagen è stato il primo carro comando tedesco progettato come tale, nonché il principale in servizio all'inizio della seconda guerra mondiale. Derivava dalla modifica dello scafo del carro leggero Panzer I Ausf. B.

## Storia

### Sviluppo e produzione
Il Sd.Kfz. 265 fu progettato per rispondere al requisito dello Heer per un carro comando. I comandanti delle grosse formazioni di panzer avevano infatti l'esigenza di seguire i loro reparti in un mezzo con prestazioni simili ai carri da combattimento. Nel 1935 Krupp propose un progetto basato sullo scafo della versione da addestramento del Pz.Kpfw. I Ausf. B; questa era realizzata per l'addestramento dei piloti, era priva di torretta e quindi si prestava facilmente alla conversione in mezzo comando.
La Daimler-Benz realizzò 190 esemplari tra il 1935 ed il 1937, in contemporanea con la produzione del Pz.Kpfw. I Ausf. B.

### Impiego operativo
Tra il 1935 ed il 1940 il Panzerbefehlswagen era il carro comando standard delle Panzer-Divisionen tedesche. Ogni divisione aveva 16 compagnie carro, raggruppate in quattro battaglioni, due reggimenti o una brigata, per un totale di 23 unità comando. Ognuna di queste disponeva di almeno un carro comando. Dal 1940 il Sd.Kfz. 265 venne assegnato anche ai battaglioni delle trasmissioni ed a quelli da osservazione dei reggimenti di artiglieria corazzata.
I mezzi entrarono in combattimento durante l'invasione della Polonia a settembre 1939. In seguito, molti vennero convertiti in ambulanza blindata Sanitatskraftwagen I, impiegata nella campagna di Francia del 1940. Dei 190 esemplari prodotti, 96 erano ancora operativi a maggio 1940, all'inizio delle operazioni in Francia e Paesi Bassi. Questi ricevettero un potenziamento della corazzatura di 16 mm (per un totale di 28 mm), tramite piastre corazzate frettolosamente applicate sullo scafo in seguito alle esperienze acquisite in Polonia, e continuarono ad essere impiegati in Francia ed Olanda e, a partire dal 1941, attraversarono il Mar Mediterraneo per partecipare alla campagna del Nordafrica. Trovarono inoltre largo impiego nella campagna dei Balcani del 1941, prima di essere rimpiazzati da mezzi più grandi.
Alcuni veicoli furono convertiti in mezzi per il controllo radio dei veicoli da demolizione Minenräumwagen Borgward I e II (Sd.Kfz. 300).
Un piccolo lotto fu esportato in Ungheria. Alcuni mezzi erano ancora in servizio in Germania alla fine della guerra, relegati a ruoli di addestramento.

## Tecnica
Per aumentare lo spazio a disposizione per l'operatore radio il vano da combattimento dello scafo fu innalzato con una grossa sovrastruttura fissa a casamatta. La sala operativa così ottenuta ospitava tavole operative, mappe ed una potente radio trasmittente FuG 6 in aggiunta alla FuG 2 standard, con un raggio di trasmissione vocale di 9,66 km e del codice Morse di 12,87 km.
Nonostante queste modifiche, l'interno del veicolo rimaneva piuttosto angusto; questo limite portò alla rapida sostituzione del Sd.Kfz. 265 con conversioni di carri più grandi. Lo spazio ristretto rendeva anche virtualmente impossibile l'impiego della mitragliatrice MG 13 o MG 34; per questo motivo il mezzo era dotato di feritoie per le armi portatili, mentre la mitragliatrice veniva spesso completamente rimossa. Una grande antenna a traliccio era montata sullo scafo dei primi esemplari, in modo da aumentare il raggio e la recezione della radio.
Poiché il comandante doveva tenere il passo con i carri alle sue dipendenze, l'originale motore a benzina Krupp M305 da 60 hp venne rimpiazzato da un più potente Maybach NL38TR da 100 hp, risultando così più veloce di 3 km/h di un Panzer I, anche se più pesante di 300 kg. Il serbatoio maggiorato portava inoltre l'autonomia del carro comando a 290 km, 160 km più del Panzer I.